# Gynoplistia (Dirhipis) flavipennis
Gynoplistia (Dirhipis) flavipennis is een tweevleugelige uit de familie steltmuggen (Limoniidae). De soort komt voor in het Neotropisch gebied.